# Marsdenia boliviana
Marsdenia boliviana är en oleanderväxtart som beskrevs av G. Morillo. Marsdenia boliviana ingår i släktet Marsdenia och familjen oleanderväxter. Inga underarter finns listade i Catalogue of Life.